# Lakeside (Missouri)
Lakeside és una població dels Estats Units a l'estat de Missouri. Segons el cens del 2000 tenia 37 habitants.

## Demografia
Segons el cens del 2000, Lakeside tenia 37 habitants, 14 habitatges, i 13 famílies. La densitat de població era de 40,8 habitants per km².
Dels 14 habitatges en un 42,9% hi vivien nens de menys de 18 anys, en un 92,9% hi vivien parelles casades, en un 0% dones solteres, i en un 7,1% no eren unitats familiars. En el 7,1% dels habitatges hi vivien persones soles el 7,1% de les quals corresponia a persones de 65 anys o més que vivien soles. El nombre mitjà de persones vivint en cada habitatge era de 2,64 i el nombre mitjà de persones que vivien en cada família era de 2,77.
Per edats la població es repartia de la següent manera: un 21,6% tenia menys de 18 anys, un 2,7% entre 18 i 24, un 40,5% entre 25 i 44, un 35,1% de 45 a 60 i un 0% 65 anys o més.
L'edat mediana era de 44 anys. Per cada 100 dones de 18 o més anys hi havia 107,1 homes.
La renda mediana per habitatge era de 69.375 $ i la renda mediana per família de 72.500 $. Els homes tenien una renda mediana de 63.750 $ mentre que les dones 20.625 $. La renda per capita de la població era de 32.786 $. Cap de les famílies estaven per davall del llindar de pobresa.

## Poblacions més properes
El següent diagrama mostra les poblacions més properes.